# Flughafen Sihanouk

i7
i11
i13
Der Sihanouk International Airport (vormals Sihanoukville International Airport, Khmer សីហនុអន្តរជាតិព្រលានយន្តហោះ, IATA-Code: KOS, ICAO-Code: VDSV) befindet sich zirka 18 km südöstlich der kambodschanischen Stadt Sihanoukville, in der gleichnamigen Provinz (offiziell: Khaet Preah Sihanouk).

Der IATA-Code KOS leitet sich von Sihanoukvilles alten Namen „Kompong Som“ ab.

## Zwischenfälle
- Am 26. März 1975 stürzte eine Douglas DC-3/C-47A-90-DL der taiwanischen China Airlines (Luftfahrzeugkennzeichen B-1553) nach einer Flugzeugkollision in der Luft mit einer Cessna O-1 Bird Dog nahe dem Flughafen Kompong Som (Kambodscha) ab. Über Personenschäden ist nichts bekannt.[2]